# Messaggerie Italiane
Messaggerie Italiane S.p.A. è una holding editoriale italiana attiva sia nell'editoria che nella distribuzione di prodotti editoriali.
Fondata nel 1914 a Bologna, dal 1981 assume il ruolo di holding del Gruppo Messaggerie: ad essa afferiscono le due holding industriali GeMS ed Emmelibri.
GeMS, con i suoi 20 marchi editoriali, è il secondo gruppo italiano per quota di mercato. Emmelibri, con Messaggerie Libri, è la storica società distributrice del Gruppo e, con le recenti alleanze strategiche, costituisce la più grande piattaforma per il libro in Italia.
Oltre il 50% della produzione libraria che raggiunge i lettori italiani passa, in almeno una fase della sua produzione e commercializzazione, dal Gruppo Messaggerie.

## Storia

### Origini
Le origini delle Messaggerie si possono far risalire al 24 febbraio 1914 quando a Bologna viene costituita la "Società Generale delle Messaggerie Italiane di Giornale, Riviste e Libri" di Giulio Calabi. La società ha come oggetto la compravendita, il commercio, la distribuzione, l'importazione e l'esportazione di prodotti editoriali in genere e di materiale didattico. La sede legale verrà mantenuta a Bologna fino al 1982.

### L'acquisizione da parte della famiglia Mauri
Nel 1937 la società viene affidata in gestione a Umberto Mauri, avvocato, agente letterario (tra gli altri di Pirandello), cognato di Valentino Bompiani. Nel dopoguerra Umberto Mauri acquista le quote di Messaggerie del Gruppo Hachette.
Gli succederà nel 1963 il quarto dei suoi cinque figli, Luciano Mauri, amministratore delegato per quarant'anni. Sotto la sua amministrazione si ha il graduale scorporo delle varie attività in società autonome: nascono così Messaggerie Periodici, per la distribuzione di pubblicazioni periodiche in Italia, e Messaggerie Libri, la società operativa che si occupa della distribuzione nelle librerie italiane. Viene inoltre avviata l'attività editoriale in proprio con l'acquisizione della Longanesi (1977).
Nel 1981, scorporata la divisione distributiva, Messaggerie Italiane assume il ruolo di Holding del Gruppo. La sede legale viene trasferita da Bologna a Milano.
Nel 1983 nasce, per volontà di Luciano Mauri, la Scuola per Librai Umberto e Elisabetta Mauri, in memoria del padre Umberto e della figlia Elisabetta, scomparsa prematuramente.
Inizia poi una fase lunga di acquisizioni: tra il 1986 e il 1987 vengono acquistate Guanda, Salani e viene costituita TEA insieme con UTET, mentre tra il 1992 e il 1996 entrano a far parte del gruppo Corbaccio, Ponte alle Grazie, Garzanti Editore (sempre con UTET), Vallardi.

### Ulteriori sviluppi
Inizia una fase di forte espansione dell'attività di retail tra il 1995 e il 1996 con la creazione delle librerie Melbookstore a Roma, Ferrara, Bologna, Padova e Firenze, in joint-venture con Messaggerie Libri e Libraccio. Nel 1996 viene costituita con Internet Bookshop di Oxford la Internet Bookshop Italia, primo sito italiano per la vendita di libri sul web.
Nel 2003 nasce la società di distribuzione all'ingrosso Fastbook in joint-venture con Stock Libri, già proprietaria di Opportunity GDO. Nel 2005 viene acquisita anche Stock Libri e viene fusa con Opportunity GDO per dar vita ad Opportunity S.p.A.
Nel 2006, alla morte di Luciano Mauri, gli succede il fratello Achille nel ruolo di Amministratore delegato del Gruppo, mentre Fabio Mauri continua a ricoprire la carica di Presidente fino al 2009, anno in cui Achille Mauri assume la carica di Presidente e Alessandro Baldeschi quella di Amministratore Delegato. Roberto Miglio è consigliere delegato e Direttore generale del Gruppo.
Nel 2023, dopo la scomparsa di Achille Mauri, gli succede nel ruolo di Presidente il nipote Stefano Mauri. Insieme a lui, Alberto Ottieri è nominato amministratore delegato.

### GeMS ed Emmelibri
Il Gruppo Editoriale Mauri Spagnol nasce il 13 ottobre 2005 in società con la famiglia Spagnol e Andrea Micheli e raggruppa tutte le case editrici fino a quel momento divise tra la proprietà di Messaggerie Italiane, Longanesi e la famiglia Spagnol: il gruppo editoriale è stato fondato da Stefano Mauri e Luigi Spagnol, e guidato da Mauri dalla sua fondazione. 
Tra il 2007 e il 2008 nasce, per scissione da Messaggerie Libri, Emmelibri, la nuova holding industriale che controlla e gestisce, oltre alla società distributrice, le società Opportunity, Fastbook, IBS e Informazioni Editoriali: la holding è guidata da Alberto Ottieri. 

## Attività

### Distribuzione e commercio libri - Emmelibri
Emmelibri è la società che coordina le attività distributive e commerciali nell’ambito librario, quelle in cui si ritrovano le origini stesse di Messaggerie, nel lontano 1914.
La struttura originale si è evoluta nel tempo in un Gruppo che rappresenta oggi la più grande piattaforma per il libro in Italia, che attraverso le società controllate o partecipate, è attivo nella distribuzione libraria, nell’ingrosso, nel settore della GDO e dei libri in offerta, della promozione e dei servizi editoriali, del retali e della logistica distributiva.
Dal 2015 il Gruppo Messaggerie, attraverso Emmelibri, ha sviluppato una serie di alleanze strategiche con il Gruppo Feltrinelli in ambito di distribuzione e ingrosso: è stata costituita la società EmmeEffe Libri S.r.l, 70% Messaggerie e 30% Feltrinelli, a cui sono state conferite le società Messaggerie Libri, Fastbook e Opportunity – da parte Messaggerie – e PDE da parte Feltrinelli.
Nel 2018, anche le attività di retail online dei Gruppi Messaggerie e Feltrinelli sono state messe in comune con la costituzione di Stereo on line S.r.l (70% Librerie Feltrinelli; 27% Emmelibri; 3,0% DMB, holding del Gruppo Libraccio).
Nel 2020 attraverso la JV C&M Book Logistics con il Gruppo Ceva (uno dei leader internazionali nella logistica) Emmelibri è entrata direttamente nella logistica a supporto dell’attività distributiva di Messaggerie Libri.

### Editoria Libri - GEMS
Il Gruppo editoriale Mauri Spagnol è uno dei principali attori del mercato editoriale italiano, specialmente riconosciuto per la sua abilità nello scouting e nel lancio di nuove voci nel panorama editoriale.
Si è distinto per il suo atteggiamento liberale e indipendente secondo i più classici principi dell’editoria internazionale.
Negli ultimi anni ha investito massicciamente nel digital marketing e nel digital publishing, sia nel settore degli ebook che in quello degli audiolibri.
Aggrega e coordina il lavoro di 11 case editrici (Bollati Boringhieri, Longanesi, T.E.A., Vallardi, Nord, Garzanti, Salani, La Coccinella, Guanda, Newton Compton, Chiare Lettere) e 20 marchi editoriali.
Il ruolo di GeMS è quello di sovrintendere alle funzioni industriali che traggono vantaggio dalla cooperazione di gruppo, lasciando alle singole case editrici completa autonomia editoriale, piena facoltà di intraprendere l’acquisizione di nuovi autori e responsabilità nella pianificazione economica e finanziaria dei diversi progetti editoriali.

### Scuola per Librai Umberto e Elisabetta Mauri
La "Scuola per Librai Umberto e Elisabetta Mauri" nacque nel 1983 per volontà di Luciano Mauri in memoria del padre Umberto e della figlia Elisabetta, scomparsa a soli 23 anni. Primo esempio in Italia, secondo in Europa, dopo Francoforte, l'istituto si occupa della formazione di librai attraverso l'acquisizione di un know-how specifico per aumentarne la capacità di decisione adeguata ai ritmi produttivi del libro. Dal 1984 si organizzano corsi specialistici a Venezia e corsi monografici a Milano. 
In occasione del centesimo anniversario di Messaggerie Italiane il 24 febbraio 2014 è stata inaugurata la Fondazione Umberto e Elisabetta Mauri, presieduta da Achille Mauri fino al 2022 e oggi da Alberto Ottieri, che ha preso in carico la gestione della scuola.